# Liste von Söhnen und Töchtern der Stadt Kapstadt
Die Liste enthält eine nach dem Geburtsjahr geordnete Übersicht bedeutender, im heutigen Kapstadt geborener Persönlichkeiten. Ob die Personen ihren späteren Wirkungskreis in Kapstadt hatten oder nicht, ist dabei unerheblich. Viele sind nach ihrer Geburt weggezogen und andernorts bekannt geworden. Die Liste erhebt keinen Anspruch auf Vollständigkeit.

## Söhne und Töchter der Stadt

### Bis 1900

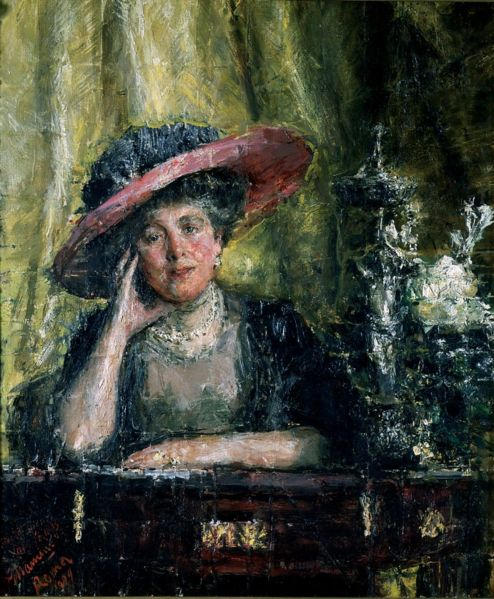
Florence Phillips

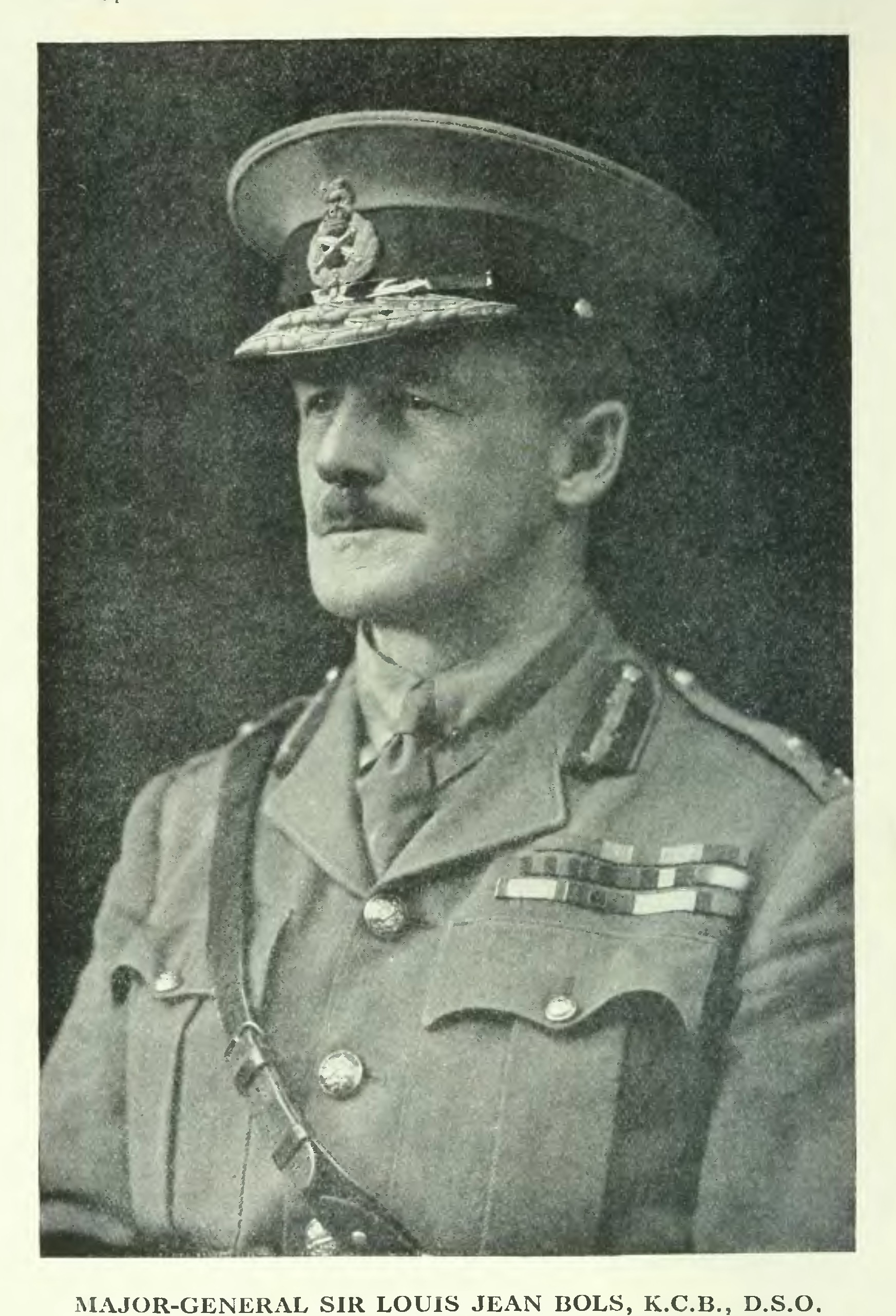
Sir Louis Bols

- Johannes Henricus Brand (1823–1888), Politiker und Präsident des Oranje-Freistaats
- Laurence Oliphant (1829–1888), britischer Reiseschriftsteller, MP, Diplomat und Okkultist
- James Chapman (1831–1872), britischer Afrikaforscher
- Jan Hendrik Hofmeyr (1845–1909), burischer Politiker
- Charles Douglas GCB, ADC (1850–1914), Offizier der British Army
- Dorothea Fairbridge (1862–1931), Schriftstellerin und Mitbegründerin der Guild of Loyal Women
- Florence Phillips (1863–1940), Wohltäterin und Mäzenin der Künste
- Henry Burton (1866–1935), Politiker
- Louis Bols (1867–1930), Offizier der British Army
- Bernard Cornelius O’Riley (1868–1956), römisch-katholischer Geistlicher und Apostolischer Vikar
- Richard Stuttaford (1870–1945), Politiker
- Gideon Brand van Zyl (1873–1956), Politiker und Generalgouverneur der Südafrikanischen Union
- Tim Melvill (1877–1951), britischer Polospieler und Offizier
- Robert Bodley (1878–1956), Sportschütze
- Thomas Kendrick (1881–1972), britischer Nachrichtendienstler
- Alex Bell (1882–1934), schottischer Fußballspieler
- Daisy Solomon (1882–1978), britische Suffragette und Frauenrechtsaktivistin
- Adolphe Abrahams OBE, FRCP (1883–1967), britischer Arzt
- Edith Layard Stephens (1884–1966), Botanikerin und Hochschullehrerin
- Richard Arnold Dümmer (1887–1922), britisch-südafrikanischer Gärtner, Pflanzensammler und botanischer Autor
- Cecil Kellaway (1890–1973), britischer Film- und Theaterschauspieler sowie Drehbuchautor
- Jan Hendrik Hofmeyr (1894–1948), Politiker
- Cecil von Bonde (1895–1983), Meeresbiologe und Ozeanograph
- Lindley Evans (1895–1982), australischer Pianist, Musikpädagoge und Komponist
- Harry Thomson Andrews (1897–1985), Diplomat
- Hermann Otto Mönnig (1897–1978), Zoologe, Tierarzt, Parasitologe und Hochschullehrer
- Ian Hunter (1900–1975), britischer Theater- und Filmschauspieler
- Stanley Grove Spiro (1900–1948), Pilot und Bankier

### 20. Jahrhundert

#### 1901 bis 1930

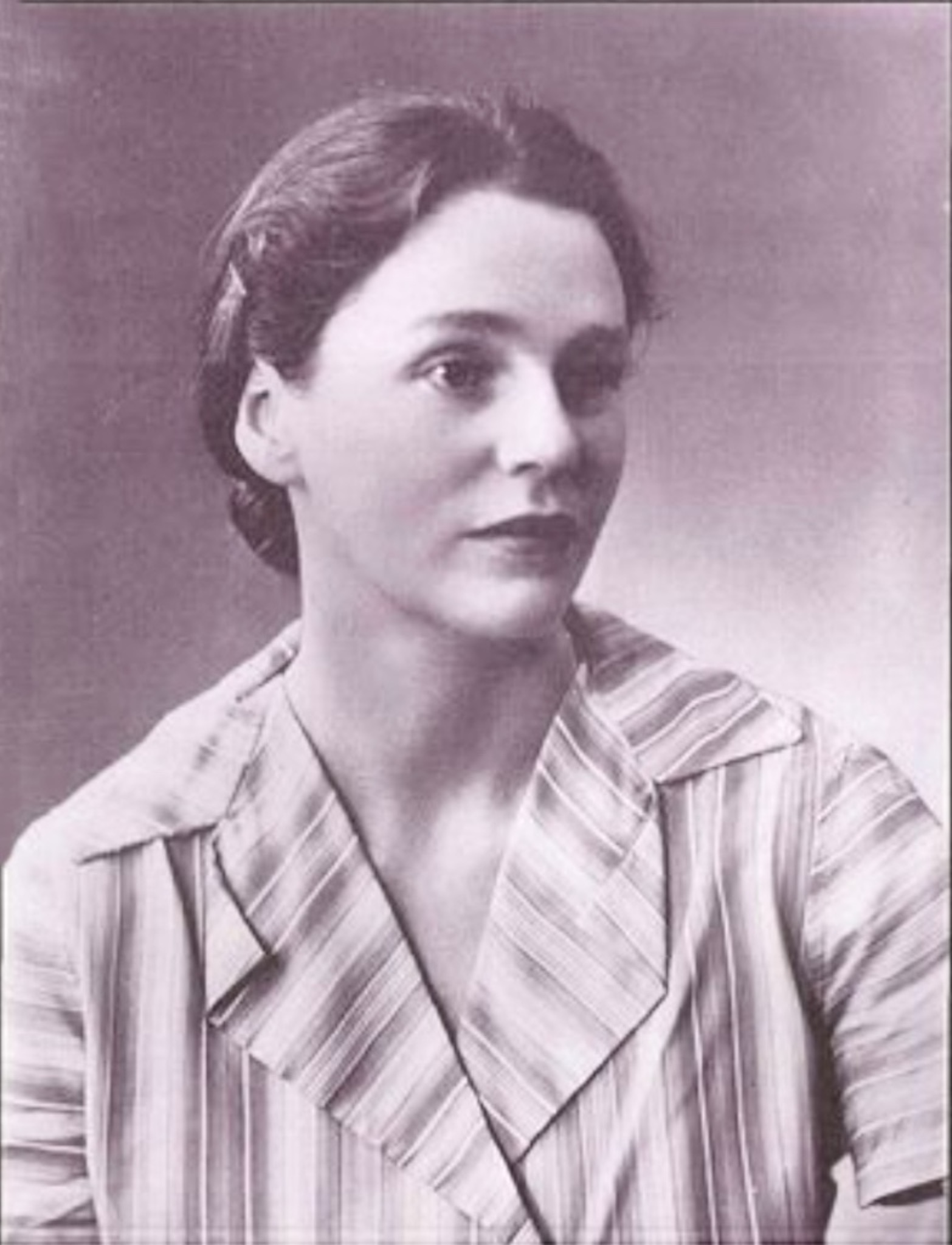
Robin Hyde

- Blanche Nash (1902–1964), Schwimmerin
- Robin Hyde (1906–1939), neuseeländische Dichterin, Romanautorin und Journalistin
- Gregoire Boonzaier (1909–2005), Maler und Karikaturist
- Angelos Messaris (1910–1978), griechischer Fußballspieler
- Harry Jacobson (1912–nach 1965), Jazzpianist und Sänger
- Hennie Binneman (1914–1968), Radrennfahrer
- Wensley Pithey (1914–1993), Schauspieler und Charakterdarsteller
- Abba Eban (1915–2002), israelischer Diplomat, Minister und Abgeordneter
- Thomas Hamilton-Brown (1916–1981), Boxer
- John Barrard (1924–2013), Schauspieler
- Colin Eglin (1925–2013), Politiker
- Bob Priday (1925–1998), Fußballspieler
- John Joubert (1927–2019), britischer Komponist
- Timothy O’Meara (1928–2018), US-amerikanischer Mathematiker
- Andrew Porter (1928–2015), britischer Musikkritiker und -pädagoge
- Richard Rive (1930/31–1989), Schriftsteller

#### 1931 bis 1940
- Raymond Ackerman (1931–2023), Unternehmer
- Neil Adcock (1931–2013), Cricketspieler
- Hyman Bress (1931–1995), kanadischer Geiger und Komponist
- Basil D’Oliveira (1931–2011), englisch-südafrikanischer Cricketspieler
- Cups Nkanuka (1931–2012), Jazzmusiker
- Johan Steyn, Baron Steyn (1932–2017), südafrikanisch-britischer Jurist
- Denis Goldberg (1933–2020), Bürgerrechtler
- Harold Jefta (1933–2024), Jazzmusiker
- Ronald Harwood (1934–2020), britischer Drehbuchautor und Filmproduzent
- Lawrence Patrick Henry (1934–2014), römisch-katholischer Erzbischof
- Leonard Hoffmann, Baron Hoffmann (* 1934), britischer Jurist, Life Peer
- Abdullah Ibrahim (* 1934), Pianist und Komponist
- Albert Nolan (1934–2022), römisch-katholischer Ordensgeistlicher, Theologe und Anti-Apartheid-Kämpfer
- Michael H. Wenning (1935–2011), US-amerikanischer presbyterianischer Geistlicher
- Hilary John Deacon (1936–2010), Archäologe und Geologe
- Clive Derby-Lewis (1936–2016), Politiker
- Morris Goldberg (* 1936), Jazzmusiker
- Tony Schilder (1937–2010), Jazzpianist und Komponist
- J. M. Coetzee (* 1940), Schriftsteller
- Louis Moholo (1940–2025), Jazz-Schlagzeuger

#### 1941 bis 1950
- Hotep Idris Galeta (1941–2010), Jazzpianist und Komponist
- Eddie Kramer (* 1941), britischer Tontechniker und Produzent
- Michael Boyce (1943–2022), britischer First Sea Lord der Royal Navy, Chief of the Defence Staff und Life Peer
- Winston Mankunku (1943–2009), Jazzmusiker
- Gilbert Matthews (1943–2020), Jazzmusiker
- Priscilla Barrett (* 1944), Wildtierillustratorin
- Basil February (1944–1968), Freiheitskämpfer und Apartheidgegner
- Jack Gerber (* 1945), Autorennfahrer
- Richard Spring, Baron Risby (* 1946), britischer Politiker
- Brian Abrahams (* 1947), britischer Jazzmusiker
- Jonathan Dorfan (* 1947), US-amerikanischer Teilchenphysiker
- Rayda Jacobs (1947–2024), Schriftstellerin und Filmemacherin
- Victor Ntoni (1947–2013), Jazzmusiker
- Gavin Jantjes (* 1948), Künstler, Kurator und Kunstdozent
- Geneviève Waïte (1948–2019), Schauspielerin, Sängerin und Model
- Robbie Jansen (1949–2010), Jazzmusiker
- John Lockwood (* 1949), US-amerikanischer Jazzmusiker
- Antony Sher (1949–2021), britischer Schauspieler, Schriftsteller und Maler

#### 1951 bis 1970
- Francisco Fortunato de Gouveia (* 1951), katholischer Bischof
- Michael R. Hayden (* 1951), kanadischer Mediziner und Genetiker
- Errol Dyers (1952–2017), Jazzmusiker
- Tony Cedras (1952–2024), Musiker
- Russell Herman (1953–1998), Gitarrist und Musikproduzent
- Alan R. Kramer (* 1954), Historiker und Hochschullehrer
- Ezra Ngcukana (1954–2010), Jazzmusiker
- Pumla Gobodo-Madikizela (* 1955), Psychologieprofessorin, Autorin und Mitglied der Wahrheitskommission
- Spencer Mbadu (1955–2023), Jazzmusiker
- João Noé Rodrigues (* 1955), katholischer Bischof
- Richard Borcherds (* 1959), britischer Mathematiker
- McCoy Mrubata (* 1959), Jazzmusiker
- Hilton Schilder (* 1959), Jazz- und Fusionmusiker
- Oliver Schmitz (* 1960), Regisseur, Filmeditor und Drehbuchautor
- Paul Hanmer (* 1961), Jazzpianist
- Rozena Maart (* 1962), Dozentin für Englische Literatur, Philosophie und Psychoanalyse sowie feministische Schriftstellerin
- Ebrahim Patel (* 1962), Politiker
- Anette Horn (* 1963), deutsche Germanistin und Anglistin
- Herbie Tsoaeli (* 1964), Jazzmusiker
- Christopher Keith Willis (* 1964), Entomologe und Naturschützer
- Wynand Havenga (1965–2025), Dartspieler
- Elinda Vorster (* 1965), Sprinterin
- Stefan Kruger (* 1966), Tennisspieler
- Muhsin Hendricks (1967–2025), Imam
- Andy Flower (* 1968), simbabwischer Cricketspieler
- Stelio Savante (* 1970), Schriftsteller, Schauspieler, Drehbuchautor, Filmproduzent, Filmschauspieler, Bühnenschauspieler und Fernsehschauspieler

#### 1971 bis 1980
- Henrietta Rose-Innes (* 1971), Schriftstellerin und Übersetzerin
- Douglas Ryder (* 1971), Radrennfahrer und Manager eines Radsportteams
- Marcus Wyatt (* 1971), Jazzmusiker
- Shaun Bartlett (* 1972), Fußballspieler
- Jerome Damon (* 1972), Fußballschiedsrichter
- Gershon Rorich (1973–2023), Beachvolleyballspieler
- Mark Anthony Fish (* 1974), Fußballspieler
- Brett Williams (* 1975), Schauspieler und Filmschaffender
- David George (* 1976), Radrennfahrer
- Quinton Fortune (* 1977), Fußballspieler
- Benni McCarthy (* 1977), Fußballspieler
- Geraldine Pillay (* 1977), Sprinterin
- Andre Petersen (1978–2021), Jazzmusiker
- Garth Breytenbach (* 1979), Schauspieler
- Trevor Immelman (* 1979), Profigolfer
- Jeremy Maartens (* 1979), Radsportler
- James Perry (* 1979), Radsportler
- Freedom Chiya (* 1979), Beachvolleyballspieler
- Rowan Hendricks (* 1979), Fußballspieler
- Melanie Scholtz (* 1979), Jazzmusikerin
- Moeneeb Josephs (* 1980), Fußballspieler

#### 1981 bis 1990
- Frania Gillen-Buchert (* 1981), schottische Squashspielerin
- Paul Lloyd Jr. (* 1981), Wrestler
- Nasief Morris (* 1981), Fußballspieler
- Milton Schorr (* 1981), Schauspieler
- Jo-Ann Strauss (* 1981), Model und Moderatorin
- Janice Josephs (* 1982), Leichtathletin
- Darren Lill (* 1982), Radrennfahrer
- Jack Parow (* 1982), Rapper
- Grant Sampson (* 1982), Dartspieler
- Sarah Poewe (* 1983), deutsche Schwimmerin
- Grant Goldschmidt (* 1983), Beachvolleyballspieler
- Reeva Steenkamp (1983–2013), Model und Fernsehmoderatorin
- Thembinkosi Fanteni (* 1984), Fußballspieler
- Laudo Liebenberg (* 1984), Schauspieler, Sänger und Musiker
- Jeremy Loops (* 1984), Singer-Songwriter
- Morné Steyn (* 1984), Rugbyspieler
- Natalie du Toit (* 1984), mehrfache paralympische Siegerin im Schwimmen
- David Perel (* 1985), Autorennfahrer
- Faye Smythe (* 1985), Schauspielerin
- Anton David Jeftha (* 1986), Schauspieler und Model
- Armand Aucamp (* 1987), Schauspieler
- Greg Kriek (* 1987 oder 1988), Schauspieler und Filmproduzent
- Anele Ngcongca (1987–2020), Fußballspieler
- Kyle Shepherd (* 1987), Jazzmusiker und Dichter
- Shane Booysen (* 1988), Fußballspieler
- Shabnim Ismail (* 1988), Cricketspielerin
- Shamilla Miller (* 1988), Schauspielerin, Fernsehmoderatorin und Model
- Shadley van Schalkwyk (* 1988), Cricketspieler
- Roscoe Engel (* 1989), Sprinter
- Ruan Roelofse (* 1989), Tennisspieler
- Antonio Alkana (* 1990), Hürdenläufer
- Charlbi Dean (1990–2022), Schauspielerin und Model
- Rob Herring (* 1990), irischer Rugby-Union-Spieler
- Peter Scott (* 1990), Skirennläufer

#### 1991 bis 2000
- Damian de Allende (* 1991), Rugby-Union-Spieler
- Ryan De Vries (* 1991), neuseeländisch-südafrikanischer Fußballspieler
- Eben Etzebeth (* 1991), Rugby-Union-Spieler
- Jazzara Jaslyn (* 1991), Schauspielerin
- Charl Pietersen (* 1991), Dartspieler
- Courtnall Skosan (* 1991), Rugby-Union-Spieler
- Johann van Zyl (* 1991), Radrennfahrer
- Nicole Fortuin (* 1992), Schauspielerin und Tänzerin
- Tamaryn Hendler (* 1992), belgische Tennisspielerin
- Cai Nebe (* 1992), Eishockeyspieler
- Wayde van Niekerk (* 1992), Leichtathlet
- Dominique Scott-Efurd (* 1992), Langstreckenläuferin
- Pieter-Steph du Toit (* 1992), Rugby-Union-Spieler
- Christia Visser (* 1992), Theater- und Filmschauspielerin, Sängerin und Tänzerin
- Luke Carelse (* 1993), Eishockeyspieler
- Alexandra Fuller (* 1993), Squashspielerin
- Lindsay Hanekom (* 1993), Leichtathlet
- Alice Phoebe Lou (* 1993), Singer-Songwriterin
- Uthman Samaai (* 1993), Eishockeyspieler
- Jermaine Seoposenwe (* 1993), Fußballspielerin
- Ashley de Lange (* 1994), Schauspielerin
- Jean-Luc du Plessis (* 1994), Rugby-Union-Spieler
- Brydon Carse (* 1995), englischer Cricketspieler
- Tom Curran (* 1995), englischer Cricketspieler
- Nic Dlamini (* 1995), Radrennfahrer
- Wesley Krotz (* 1995), Eishockeyspieler
- Yusuf Maart (* 1995), Fußballspieler
- Luke Stringer (* 1995), Eishockeyspieler
- Cameron Carolissen (* 1996), Dartspieler
- Athena Strates (* 1996), Filmschauspielerin
- Lloyd Harris (* 1997), Tennisspieler
- Ryan Klein (* 1997), niederländischer Cricketspieler
- Tamzin Thomas (* 1997), Sprinterin
- Jonathan Aberdein (* 1998), Automobilrennfahrer
- Tamsin Cook (* 1998), australische Schwimmerin
- Ben-Jason Dixon (* 1998), Rugby-Union-Spieler
- Jean van der Westhuyzen (* 1998), australischer Kanute
- Belle Delphine (* 1999), britisches E-Girl, Model, Webvideoproduzentin, Pornodarstellerin
- WizTheMc (* 1999), deutsch-südafrikanischer Rapper
- Johanita Scholtz (* 2000), Badmintonspielerin
- Tristan Stubbs (* 2000), Cricketspieler
- Tiaan Whelpton (* 2000), neuseeländischer Sprinter

### 21. Jahrhundert
- Sacha Feinberg-Mngomezulu (* 2002), Rugby-Union-Spieler
- András Németh (* 2002), südafrikanisch-ungarischer Fußballspieler
- Honey Osrin (* 2003), britische Schwimmerin